# Ibidorhyncha struthersii

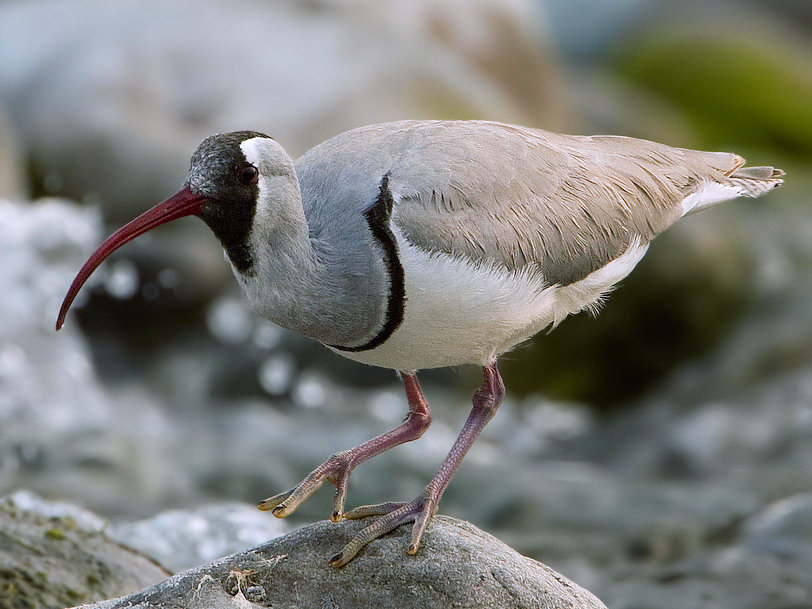
Esemplare sul fiume Kosi (parco nazionale Jim Corbett, India).

Il becco d'ibis (Ibidorhyncha struthersii Vigors, 1832) è un uccello caradriiforme, unico rappresentante del genere Ibidorhyncha e della famiglia Ibidorhynchidae.

## Descrizione

### Dimensioni
Misura 39-41 cm di lunghezza, per 270-320 g di peso. Il becco è lungo 68-82 mm, mentre l'apertura alare è di 74 cm.

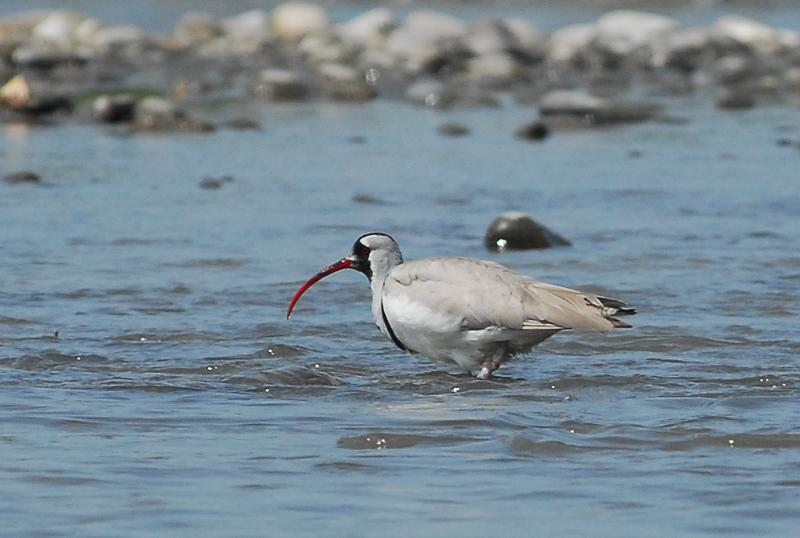
Esemplare sul fiume Jia Bhorali (parco nazionale di Nameri, India).

### Aspetto
Il becco d'ibis è un tipico uccello trampoliere che si distingue per il lungo becco rosso cremisi fortemente incurvato verso il basso e il piumaggio caratteristico. Presenta faccia e vertice neri o marrone scuro contornati da un largo bordo bianco che discende lungo tutta la lunghezza del collo. Il collo, la mantellina e il petto presentano una colorazione grigio-bluastra, ben evidenziata anch'essa da un contorno bianco molto spesso. Il dorso e le copritrici alari sono grigio-brunastre. Il ventre è interamente bianco, sormontato da una larga fascia nera. Durante il periodo nuziale le zampe assumono una colorazione rosso vivo. I due sessi sono identici, ma la femmina è un po' più grande e possiede un becco leggermente più lungo.
I giovani presentano una colorazione generale dai toni più marroni, con un piumaggio meno pronunciato e più chiaro. Del tutto assente è la colorazione nera della faccia e della banda sub-pettorale. Hanno il becco grigio rosato e le zampe color seppia opaco. Nonostante il suo aspetto vistoso, il becco d'ibis si fonde perfettamente nell'ambiente ciottoloso in cui vive.
Il becco d'ibis non ha ancora trovato una giusta collocazione tassonomica in seno all'ordine dei Caradriiformi. La maggior parte degli autori lo classifica nella famiglia degli Ibidorinchidi, della quale è l'unico rappresentante. In base ai risultati ottenuti studiandone il DNA, Sibley e Alhquist vorrebbero integrare la specie nella famiglia dei Recurvirostridi, assieme a cavalieri d'Italia e avocette.

## Biologia
È un uccello territoriale che non nidifica in colonie. Al di fuori della stagione riproduttiva, più esemplari possono riunirsi in gruppi che riposano su posatoi comuni. Il becco d'ibis trascorre la maggior parte del tempo a terra, alzandosi in volo solo quando viene disturbato. Il suo richiamo è un kliou-kliou abbastanza simile a quello emesso dal piro piro culbianco.

### Alimentazione
I becco d'ibis si alimentano durante il giorno, generalmente da soli. Cercano il loro sostentamento sondando, scavando o rastrellando nella ghiaia con i loro becchi. Se necessario immergono in profondità nell'acqua tutta la testa e il collo, fino al petto. Sono specializzati nella ricerca di insetti acquatici e delle loro larve, ma mangiano anche piccoli pesci.

### Riproduzione
I becco d'ibis sono uccelli monogami che difendono un proprio territorio. Da aprile a maggio, depongono generalmente 4 uova in una piccola depressione sul terreno o all'interno di una buca contornata con ciottoli. Le uova, covate a turno dai due genitori, sono normalmente di colore grigio-verdastro, con delle macchie marroni. I piccoli escono dalle uova nel periodo che va dalla metà di maggio alla fine di giugno e vengono condotti fuori dal nido dalla femmina non appena sono asciutti. Vengono nutriti ed educati dai genitori per un periodo massimo di 23 giorni, ma non sono in grado di volare finché non raggiungono i 45 o 50 giorni di età.

## Distribuzione e habitat

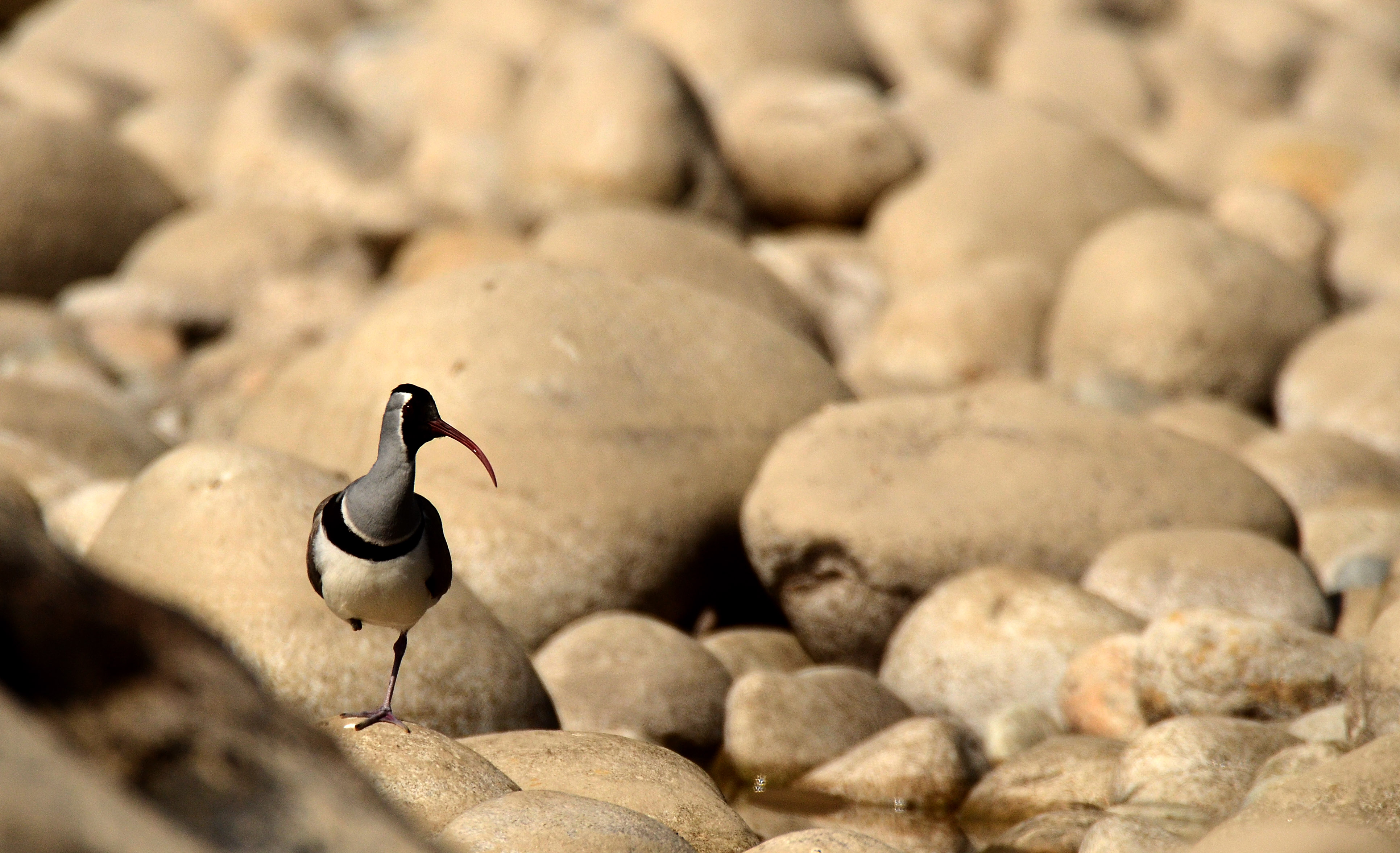
Esemplare sul fiume Pochu (Punakha, Bhutan).

È un uccello proprio delle regioni montuose in cui scorrono fiumi dalla portata scarsa e dal letto ricoperto di ciottoli. A causa delle sue modalità di alimentazione, il becco d'ibis evita tutti i corsi d'acqua che scorrono rapidamente. Vive ad altitudini che variano dai 500 ai 4400 metri. In inverno, tuttavia, può scendere fino a 100 metri.
Il confine occidentale dell'areale del becco d'ibis è costituito dalle regioni sud-orientali del Kazakistan. Da qui l'areale si estende a sud verso il Kashmir e verso est attraverso la Cina nord-occidentale, il Tibet e l'India nord-orientale. Da lì, prosegue verso la Cina centro-orientale e centro-settentrionale. La specie è presente quindi in tutti i più importanti massicci montuosi dell'Asia centrale (Tien Shan, Pamir, Kunlun, altopiano tibetano e Himalaya).